# 西部大區 (加納)
西部大區（英語：Western Region）是加納的16個大區之一，位於該國西南部，首府塞康第-塔科拉迪，下分22縣區，西北臨西北大區，東北臨中部大區，南接畿內亞灣，西面是科特迪瓦，面積13,842平方公里，2021年人口2,060,585人。西北大區原屬此大區北部之一部分，惟於2018年迦納新大區公民投票結果而劃出新設。